# Akın Akınözü
Sürreya Akın Akınözü (Ankara, 1990. szeptember 22. –) török színész.

## A kezdetek
Özlem Akınözü színésznő és Tamer Akınözü étteremtulajdonos egyetlen gyermeke. Anyai nagyapja a TRT (Török Rádió és Televízió) egyik első tévés műsorvezetője volt. Akınözü az ankarai TED középiskolába járt, matematikát tanult a Berkeley-i Kaliforniai Egyetemen , ahol körülbelül 6 évet élt, mielőtt úgy döntött, hogy színész lesz.

## Karrier
2015-ben szerepelt A szultána című sorozat néhány részében, az igazi ismertséget azonban A bosszú csapdájában (Hercai) című széria hozta meg neki, a sorozatban nyújtott alakításáért Ebru Şahin színésznővel közösen megkapta a 2020 legjobb tévésorozat párja kitüntetést. A bosszú csapdájában befejezése után nem sokkal újabb főszerepben tűnt fel, A sors útvesztői (Kaderimin Oyunu) című sorozatban egy, a családját elhagyó édesapát alakított, partnere Öykü Karayel volt.

## Filmográfia
| Tv-sorozatok | Tv-sorozatok           | Tv-sorozatok         | Tv-sorozatok   | Tv-sorozatok |
| Év           | Eredeti cím            | Magyar cím           | Szerep         | Magyar hang  |
| ------------ | ---------------------- | -------------------- | -------------- | ------------ |
| 2015         | Muhteşem Yüzyıl: Kösem | A szultána           | İvan Ali       |              |
| 2016         | Arkadaşlar İyidir      |                      | Yunus Çağlayan |              |
| 2017–2018    | Aslan Ailem            | Édes rémes szerelem  | Murat Aslan    | Hám Bertalan |
| 2017–2018    | Payitaht: Abdülhamid   |                      | Ömer           |              |
| 2019–2021    | Hercai                 | A bosszú csapdájában | Miran Şadoğlu  | Hám Bertalan |
| 2021-2022    | Kaderimin Oyunu        | A sors útvesztői     | Cemal          | Hám Bertalan |
| 2022-2023    | Tuzak                  | A csapda             | Umut           | Hám Bertalan |